# Mladen Bartolović
Mladen Bartolović (Zavidovići, 10 aprile 1977) è un allenatore di calcio ed ex calciatore bosniaco, di ruolo attaccante.

## Statistiche

### Cronologia presenze e reti in nazionale
| Cronologia completa delle presenze e delle reti in nazionale ― Bosnia ed Erzegovina | Cronologia completa delle presenze e delle reti in nazionale ― Bosnia ed Erzegovina | Cronologia completa delle presenze e delle reti in nazionale ― Bosnia ed Erzegovina | Cronologia completa delle presenze e delle reti in nazionale ― Bosnia ed Erzegovina | Cronologia completa delle presenze e delle reti in nazionale ― Bosnia ed Erzegovina | Cronologia completa delle presenze e delle reti in nazionale ― Bosnia ed Erzegovina | Cronologia completa delle presenze e delle reti in nazionale ― Bosnia ed Erzegovina | Cronologia completa delle presenze e delle reti in nazionale ― Bosnia ed Erzegovina |
| Data                                                                                | Città                                                                               | In casa                                                                             | Risultato                                                                           | Ospiti                                                                              | Competizione                                                                        | Reti                                                                                | Note                                                                                |
| ----------------------------------------------------------------------------------- | ----------------------------------------------------------------------------------- | ----------------------------------------------------------------------------------- | ----------------------------------------------------------------------------------- | ----------------------------------------------------------------------------------- | ----------------------------------------------------------------------------------- | ----------------------------------------------------------------------------------- | ----------------------------------------------------------------------------------- |
| 7-6-2003                                                                            | Craiova                                                                             | Romania                                                                             | 2 – 0                                                                               | Bosnia ed Erzegovina                                                                | Qual. Euro 2004                                                                     | -                                                                                   | 50’                                                                                 |
| 4-6-2005                                                                            | Serravalle                                                                          | San Marino                                                                          | 1 – 3                                                                               | Bosnia ed Erzegovina                                                                | Qual. Mondiali 2006                                                                 | -                                                                                   | 57’                                                                                 |
| 3-9-2005                                                                            | Zenica                                                                              | Bosnia ed Erzegovina                                                                | 1 – 0                                                                               | Belgio                                                                              | Qual. Mondiali 2006                                                                 | -                                                                                   | 88’                                                                                 |
| 7-9-2005                                                                            | Vilnius                                                                             | Lituania                                                                            | 0 – 1                                                                               | Bosnia ed Erzegovina                                                                | Qual. Mondiali 2006                                                                 | -                                                                                   | 60’                                                                                 |
| 9-10-2005                                                                           | Zenica                                                                              | Bosnia ed Erzegovina                                                                | 3 – 0                                                                               | San Marino                                                                          | Qual. Mondiali 2006                                                                 | -                                                                                   |                                                                                     |
| 12-10-2005                                                                          | Belgrado                                                                            | Serbia e Montenegro                                                                 | 1 – 0                                                                               | Bosnia ed Erzegovina                                                                | Qual. Mondiali 2006                                                                 | -                                                                                   | 46’                                                                                 |
| 28-2-2006                                                                           | Dortmund                                                                            | Giappone                                                                            | 2 – 2                                                                               | Bosnia ed Erzegovina                                                                | Amichevole                                                                          | -                                                                                   |                                                                                     |
| 26-5-2006                                                                           | Seul                                                                                | Corea del Sud                                                                       | 2 – 0                                                                               | Bosnia ed Erzegovina                                                                | Amichevole                                                                          | -                                                                                   |                                                                                     |
| 31-5-2006                                                                           | Teheran                                                                             | Iran                                                                                | 5 – 2                                                                               | Bosnia ed Erzegovina                                                                | Amichevole                                                                          | -                                                                                   | 59’                                                                                 |
| 16-8-2006                                                                           | Sarajevo                                                                            | Bosnia ed Erzegovina                                                                | 1 – 2                                                                               | Francia                                                                             | Amichevole                                                                          | -                                                                                   | 74’                                                                                 |
| 2-9-2006                                                                            | Ta' Qali                                                                            | Malta                                                                               | 2 – 5                                                                               | Bosnia ed Erzegovina                                                                | Qual. Euro 2008                                                                     | -                                                                                   | 61’                                                                                 |
| 6-9-2006                                                                            | Zenica                                                                              | Bosnia ed Erzegovina                                                                | 1 – 3                                                                               | Ungheria                                                                            | Qual. Euro 2008                                                                     | -                                                                                   | 63’                                                                                 |
| 2-9-2006                                                                            | Chișinău                                                                            | Moldavia                                                                            | 2 – 2                                                                               | Bosnia ed Erzegovina                                                                | Qual. Euro 2008                                                                     | -                                                                                   |                                                                                     |
| 11-10-2006                                                                          | Sarajevo                                                                            | Bosnia ed Erzegovina                                                                | 0 – 4                                                                               | Grecia                                                                              | Qual. Euro 2008                                                                     | -                                                                                   |                                                                                     |
| 6-6-2007                                                                            | Sarajevo                                                                            | Bosnia ed Erzegovina                                                                | 1 – 0                                                                               | Malta                                                                               | Qual. Euro 2008                                                                     | -                                                                                   | 79’                                                                                 |
| 22-8-2007                                                                           | Sarajevo                                                                            | Bosnia ed Erzegovina                                                                | 3 – 5                                                                               | Croazia                                                                             | Amichevole                                                                          | -                                                                                   | 80’                                                                                 |
| 19-11-2008                                                                          | Maribor                                                                             | Slovenia                                                                            | 3 – 4                                                                               | Bosnia ed Erzegovina                                                                | Amichevole                                                                          | -                                                                                   | 89’                                                                                 |
| Totale                                                                              |                                                                                     | Presenze                                                                            | 17                                                                                  |                                                                                     | Reti                                                                                | 0                                                                                   |                                                                                     |

## Palmarès

### Giocatore

#### Competizioni nazionali
- Coppa di Croazia: 1

Dinamo Zagabria: 2003-2004
- Supercoppa di Croazia: 1

Dinamo Zagabria: 2003